# Sursringar

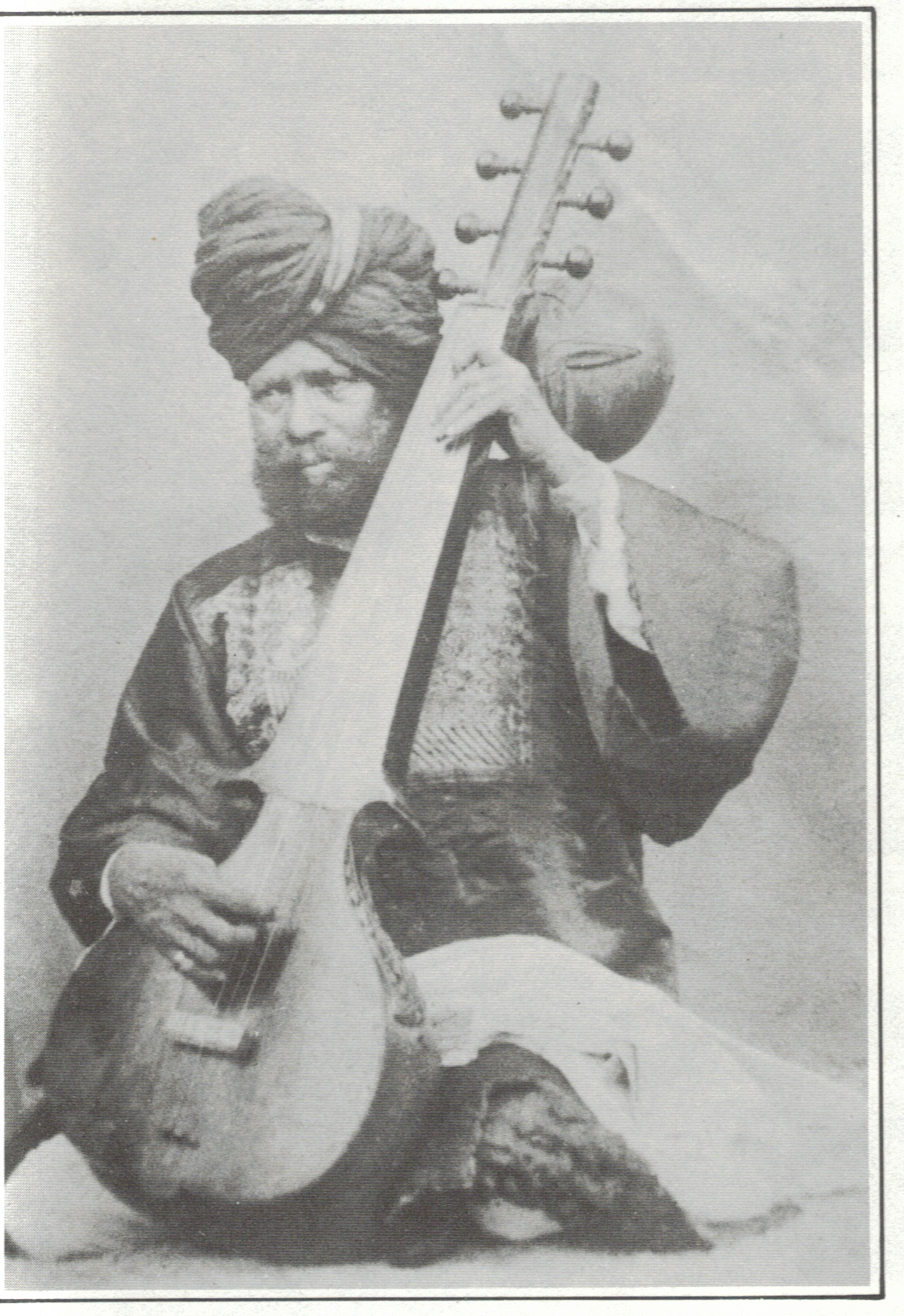
Rahmat Khan (de vader van Hazrat Inayat Khan) met een sursringar.

De sursringar is de grotere (bas) versie van de sarod in de Hindoestaanse muziek. Doordat het instrument een octaaf lager staat, is de resonantie en uitklinktijd van de gespeelde tonen groter dan bij de sarod.
Een bekende virtuoos op de zeldzame sursringar was Allauddin Khan.